# Гремячинск
Гремячинск (на руски: Гремячинск) е град в Русия, административен център на Гремячински район, Пермски край. Населението му към 1 януари 2018 година е 8732 души.